# Istituto Nazionale di Statistica
Istituto Nazionale di Statistica (Istat) er Italiens nationale statistikbureau. Det blev etableret i 1926.